# Georges-Émile Lebacq
Georges-Émile Lebacq (Jemappes, 26 september 1876 - Brugge, 4 augustus 1950) was een Belgisch impressionistisch en postimpressionistisch kunstschilder.

## Levensloop

### Jeugd in de avant-garde
Lebacq begon in 1896, op 19-jarige leeftijd, met het schilderen van voornamelijk portretten (de zeldzame doeken uit die periode bevinden zich allen in het Musée des Beaux-Arts (BAM) van Bergen (België)). Hij publiceerde op hetzelfde ogenblik in het jonge tijdschrift Le Coq Rouge, een symbolistisch tijdschrift, gesticht door Hubert Krains, schrijver en Waals militant en Emile Verhaeren, dichter en schrijver. Hij ontmoette er James Ensor die enkele artikels en enkele toonaangevende editorialen in de geest van het tijdschrift schreef, Maurice Maeterlinck, Louis Delattre en Hubert Stiernet.
In 1899 was Lebacq betrokken bij de oprichting van het tijdschrift Le Thyrse in Brussel (genoemd naar een beroemd dionysiastisch voorwerp dat Baudelaire beschreef in Le Spleen de Parijs). Hij maakte samen met André Baillon, Émile Lejeune, Pol Stievenart, Léopold Rosy, Fernand Urbain en Charles Viane deel uit van het redactiecomité en schreef artikels over schilderkunst en gedichten. Lebacq ontmoette er opnieuw de dichter Emile Verhaeren, de schrijver Camille Lemonnier (die peter was van Le Thyrse), Hubert Krains, Jules Destrée, schrijver en politicus, en nog anderen. Hij publiceerde gedurende deze periode twee dichtbundels, Nuits Subversives, een ontoegankelijke serie van gedichten in prozavorm (1897) en Irrésolvables, een bundel van gedichten in "nieuwe" stijl (1899).

### Op zoek naar zonnige landschappen
Na een tijd geaarzeld te hebben tussen een schrijvers- en dichtersloopbaan en die van schilder, verliet Lebacq Le Thyrse in 1907 om zich volledig te wijden aan de schilderkunst.
Hij reisde samen met zijn vrouw en zijn kinderen naar Algerije, naar Italië en meer bepaald naar Venetië, en naar het Midden-Oosten waar hij de uit Cannes afkomstige schilder Louis Pastour (1876-1948) ontmoette en er vriendschap mee sloot. Lebacq verbleef in de Villa des Orchidées, niet ver van het met een olijfgaard begroeide Domain des Collettes dat Pierre-Auguste Renoir op 28 juni 1907 had gekocht om het te redden van de afbraak. Hij schilderde voornamelijk in Frankrijk; zelfs na een aantal korte verblijven in België en meer bepaald in Vlaanderen om er te schilderen keerde Lebacq telkens terug naar Frankrijk. Hij keerde een laatste maal terug na de Tweede Wereldoorlog, ging naar Brugge en stierf er. Hij werd begraven op het kerkhof van Wenduine aan de Belgische kust.
In tegenstelling tot zijn eerste werken (vooral portretten), die doordrongen zijn van het classicisme van de schilders van het einde van de 19de eeuw, zijn de werken uit de periode 1907-1920 duidelijk impressionistisch van aard. Dit is het geval met werken zoals Femme assise dans une allée, 1918, (BAM van Bergen), Lumière d'été à Cagnes sur mer, circa 1918 (privécollectie) of Le Repos en Terrasse (privécollectie).
Het is niet zeker dat Lebacq een autodidactisch schilder was. Als tekenaar van portretten, pastels en aquarellen was hij in elk geval een leerling aan de Académie Julian in Parijs in 1920. Hij kreeg er les van de schilders Adolphe Déchenaud et Henri Royer.

### De Grote Oorlog
Tijdens de Grote Oorlog werd de schilder in 1915 oorlogsvrijwilliger op bijna 40-jarige leeftijd. Hij ging naar Calais en in 1917 werd hij toegevoegd aan de Generale Staf in De Panne (Groot Algemeen Kwartier) als legerschilder in de befaamde Artistieke Sectie van het Belgische leger te velde. Er waren 26 frontschilders in deze sectie waaronder Fernand Allard l'Olivier, Alfred Bastien, Léon Huygens, Armand Massonet en Pierre Paulus.
Tijdens de oorlog nam hij deel aan de tentoonstelling over de schilders van het Belgische front (Zwitserland, 1917).
Lebacq kwam beproefd uit de oorlog. Bij zijn terugkeer in Brugge was zijn atelier geplunderd en verwoest. Het werk van dertien jaar was vernietigd, al zijn doeken, zijn tekeningen en zijn etsen waren door de Duitsers meegenomen in 1915. Een map met 93 schetsen en een olieverfschilderij op postkaart werden teruggevonden tijdens een openbare verkoop in Hamburg in oktober 2006.
Hij begon nochtans opnieuw te schilderen met een volledig nieuwe palet en had de ambitie om een schilder van kerkgebouwen te worden.

### De schilder en de zachte harmonie
Zo wordt Lebacq gedefinieerd door een kunstcriticus.
Lebacq maakte aquarellen, rode krijttekeningen, pastels, houtskooltekeningen (het is de houtskooltekening die me leerde schilderen zei hij steeds), hij schilderde onder andere Abandon, waarvoor hij de prijs van de jury kreeg op het Salon des Artistes Français van 1927, Rue du Corbeau, Vieilles maisons à Furnes of nog La Femme au miroir. Hij stelde zijn werken dikwijls tentoon voor de laatste oorlog op het Salon des Artistes Français of in het Grand Palais in Parijs.
Georges-Émile Lebacq was de vriend van Hubert Krains en van Hubert Stiernet waarvoor hij enkele verhalen illustreerde.
In Frankrijk bezocht Lebacq geregeld Denys Puech, een beeldhouwer en directeur van de Villa Medecis van 1921 tot 1933 en verkozen tot lid van de Académie des Beaux-Arts in 1905 en de operazanger Charles Panzéra (1896-1976) waarbij zijn dochter Henriette zanglessen volgde. Aan hem droeg hij het glasraam Portret van Panzéra op.
Een retrospectieve tentoonstelling had plaats in het Musée des Beaux-Arts de Mons (BAM) (België) in 1957. Verscheidene werken hangen tegenwoordig in het BAM van Bergen.

## Werken
Deze lijst is niet volledig. Sommige doeken of tekeningen zijn verdwenen. De anderen bevinden zich in het Musée des Beaux-Arts de Mons (BAM) (België), in het Koninklijk Museum van het Leger en de Krijgsgeschiedenis in Brussel, in het Musée de la Vénerie
in Senlis (Oise), in het Musée Renoir en in het Musée du Château Grimaldi in Cagnes-sur-Mer. De meerderheid van de werken maakt echter deel uit van privécollecties.
De werken van de schilder waren zelden te vinden op de kunstmarkt. Emma Lebacq, echtgenote van de schilder, die een gefortuneerd persoon was, aanvaardde dat Lebacq zijn lichaam en ziel wijdde aan zijn schilderkunst maar niet dat hij dit commercieel zou uitbuiten.

### Belgische periode

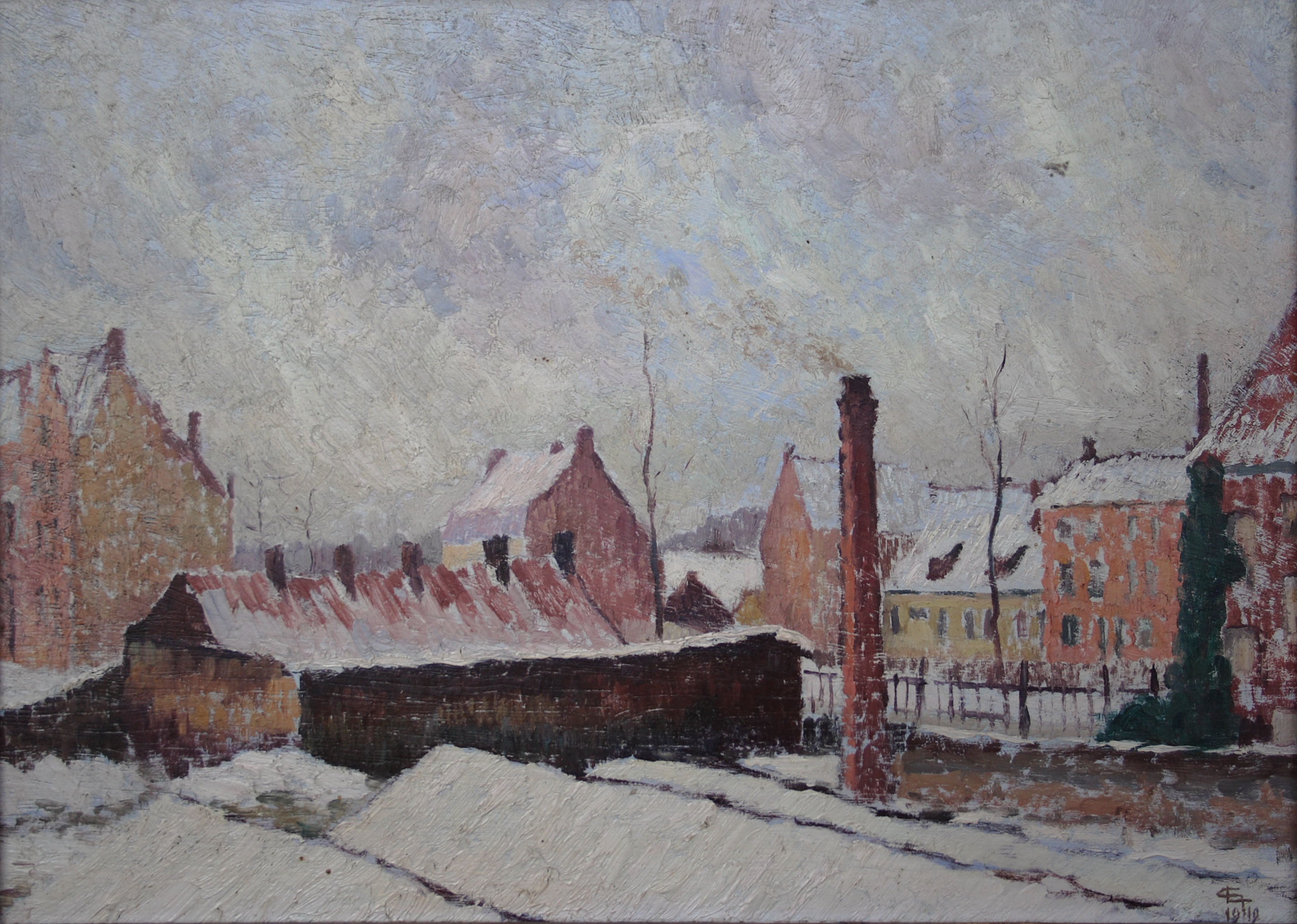
Neige à Bruges door Georges Émile Lebacq, 1910, olieverf op doek, 21,2 x 29,5 cm

Over Veurne in 1933 schreef hij : De winter heeft bij ons een zeer typerend karakter en in Vlaanderen lijkt de hemel groter in de polders waar de gekleurde huizen zo weinig boven de grond uitsteken en de horizon enkel onderbroken wordt door grote wilgenkoppen.
- Petite dune (Wenduine - Vlaanderen)
- Une Ferme en Flandre (Vlaanderen), privécollectie
- Pignon à Reninghe (Reninge - Vlaanderen)
- La rue du Corbeau (Brugge - Vlaanderen)
- Neige (Brugge - Vlaanderen), schets, privécollectie
- Chaland à Bruges (Brugge - Vlaanderen) Tekening
- Canal à Bruges (Brugge - Vlaanderen) Pastel, Musée des Beaux-Arts de Mons (BAM)
- A Knocke (Knokke - Vlaanderen) Tekening

### Provencaalse periode

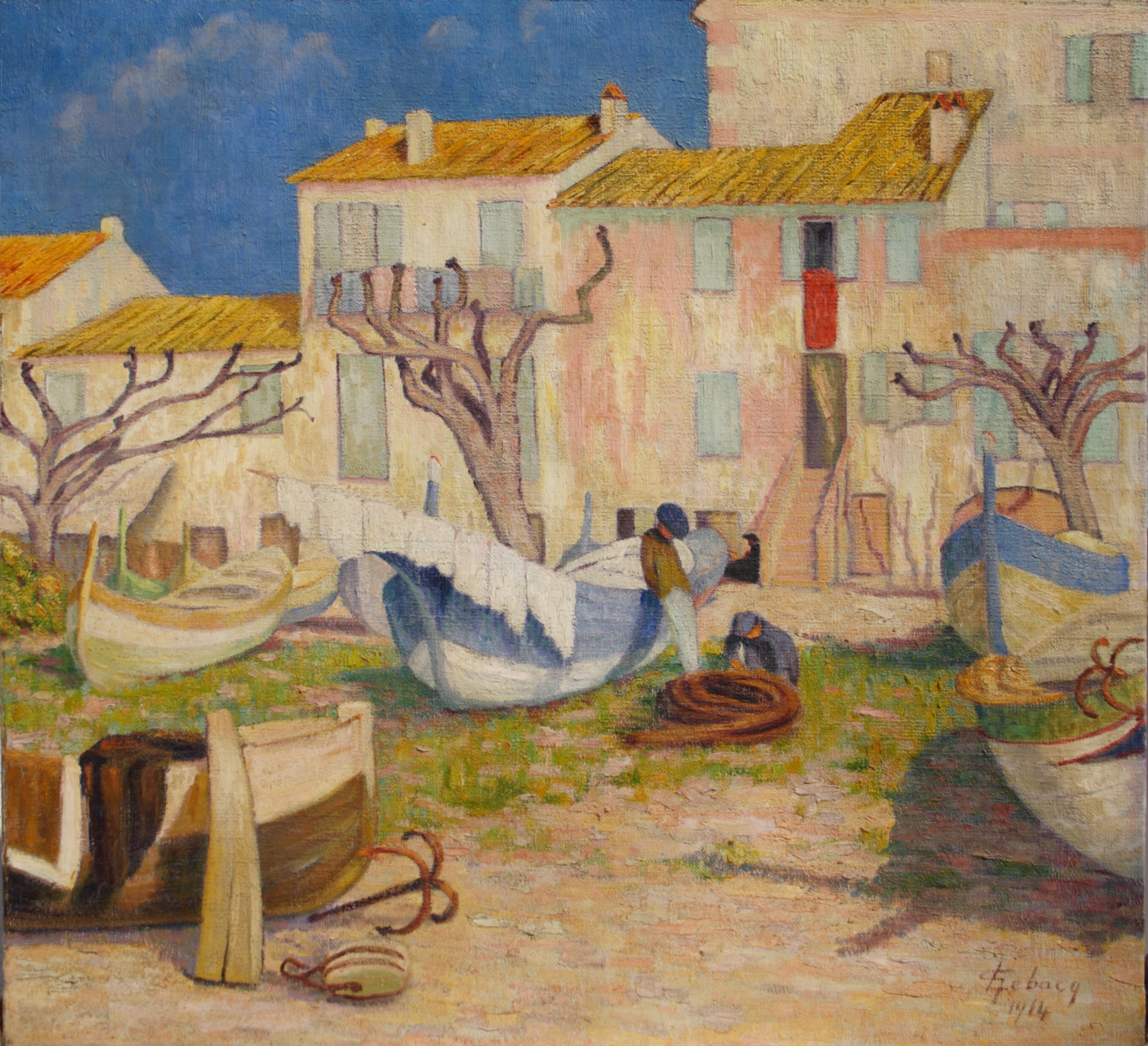
A Cros-de-Cagnes door Georges Émile Lebacq, 1914, olieverf op doek, 69,5 x 74,5 cm

Vanaf 1907 verbleef Lebacq in Antibes en in Cagnes-sur-Mer in de Villa des Orchidées vlak bij het domein van Pierre-Auguste Renoir. Hij realiseerde er verscheidene houtskooltekeningen, aquarellen en doeken met olijfbomen en olijfgaarden.

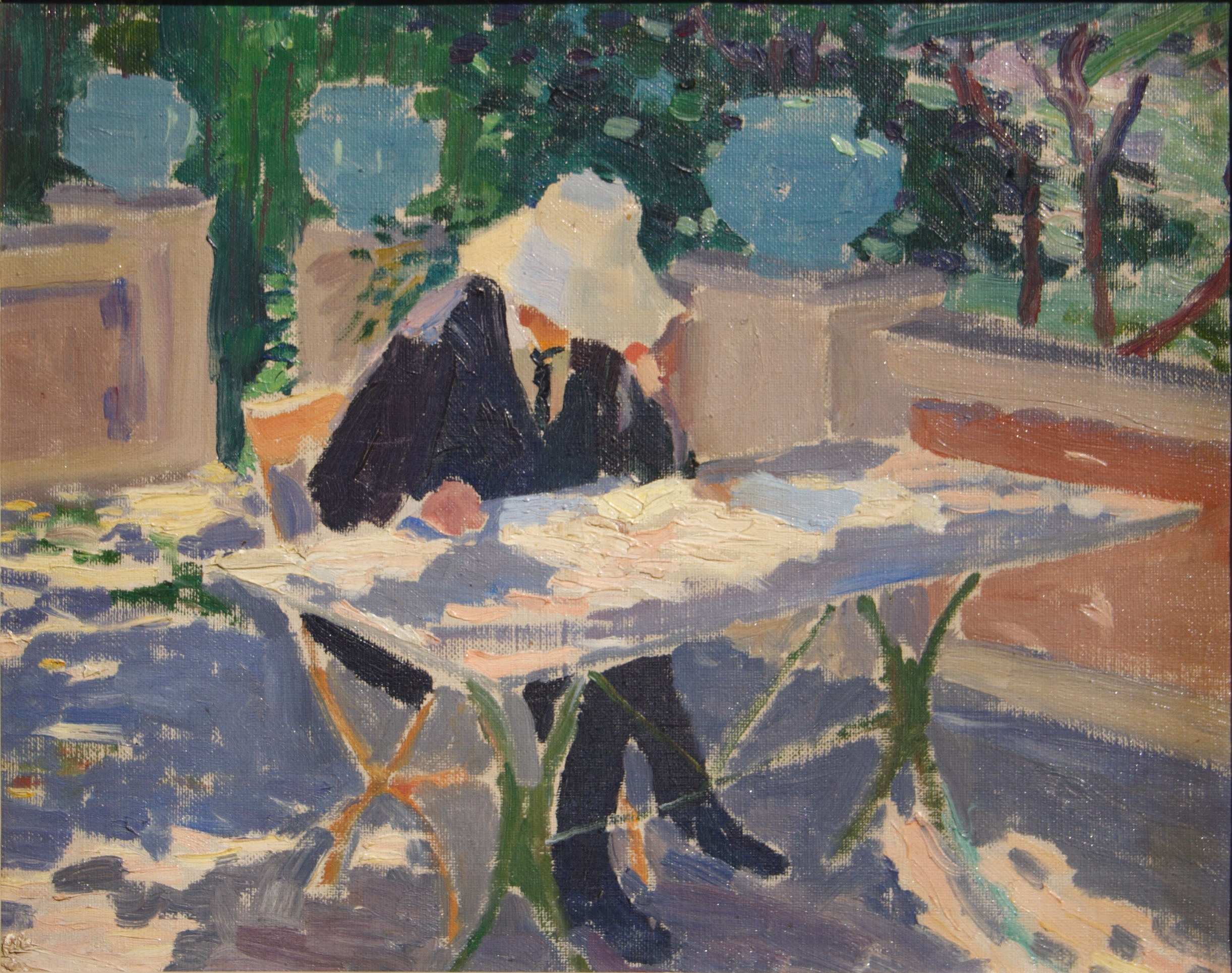
Lumière d'été à Cagnes sur mer door Georges Émile Lebacq, circa 1918-1919, olieverf op doek, 28 x 35,2 cm

- Rochers - Matinée, La Bocca (Alpes Maritimes)
- L'olivier, Cros-de-Cagnes (Alpes Maritimes), Musée Renoir in Cagnes-sur-Mer
- Sous les Oliviers, Cros-de-Cagnes (Alpes Maritimes), Museum van Cagnes-sur-Mer in het Château Grimaldi
- Lumière d'été à Cagnes sur mer, privécollectie
- La Jarre Bleue, Cagnes-sur-Mer (Alpes Maritimes), Koninklijk Museum van het Leger en de Krijgsgeschiedenis, Brussel (België)
- A Cros-de-Cagnes (Alpes Maritimes), een doek dat hij voor de eerste keer tentoonstelde op het Driejaarlijks Salon van Brussel in 1914 in het gezelschap van James Ensor die op zijn beurt Étonnement du masque Wouse, Masques scandalisés en Vengeance de Hop-Frog tentoonstelde, privécollectie
- Nuit (Saint-Paul-du-Var) tekening et pastel, privécollectie

### Terugkeer naar België in de Grote Oorlog

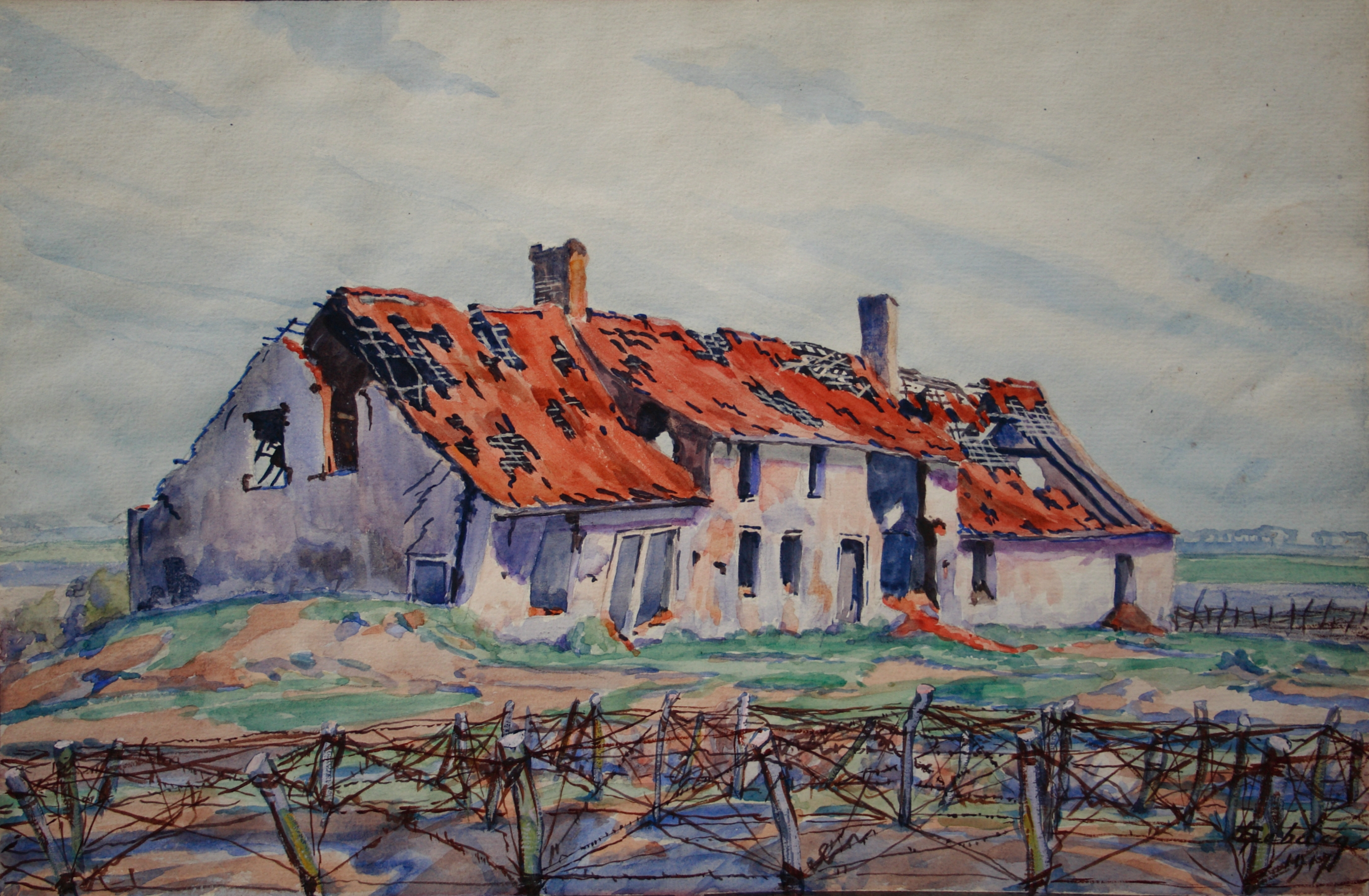
La Maison Bombardée door Georges Émile Lebacq, 1917, aquarel op karton, 26 x 39 cm

Terug in België maakt Lebacq verscheidene donkere schilderijen en vooral houtskooltekeningen van de oorlog in de streek van Ieper.
- La Maison Bombardée, 1917 (Boerderij in West-Vlaanderen aan het IJzerfronf), privécollectie
- Front de l'Yser in 1917 (Vlaanderen), privécollectie
- Ruines à Reninghe 1917 (Reninge, Vlaanderen), privécollectie

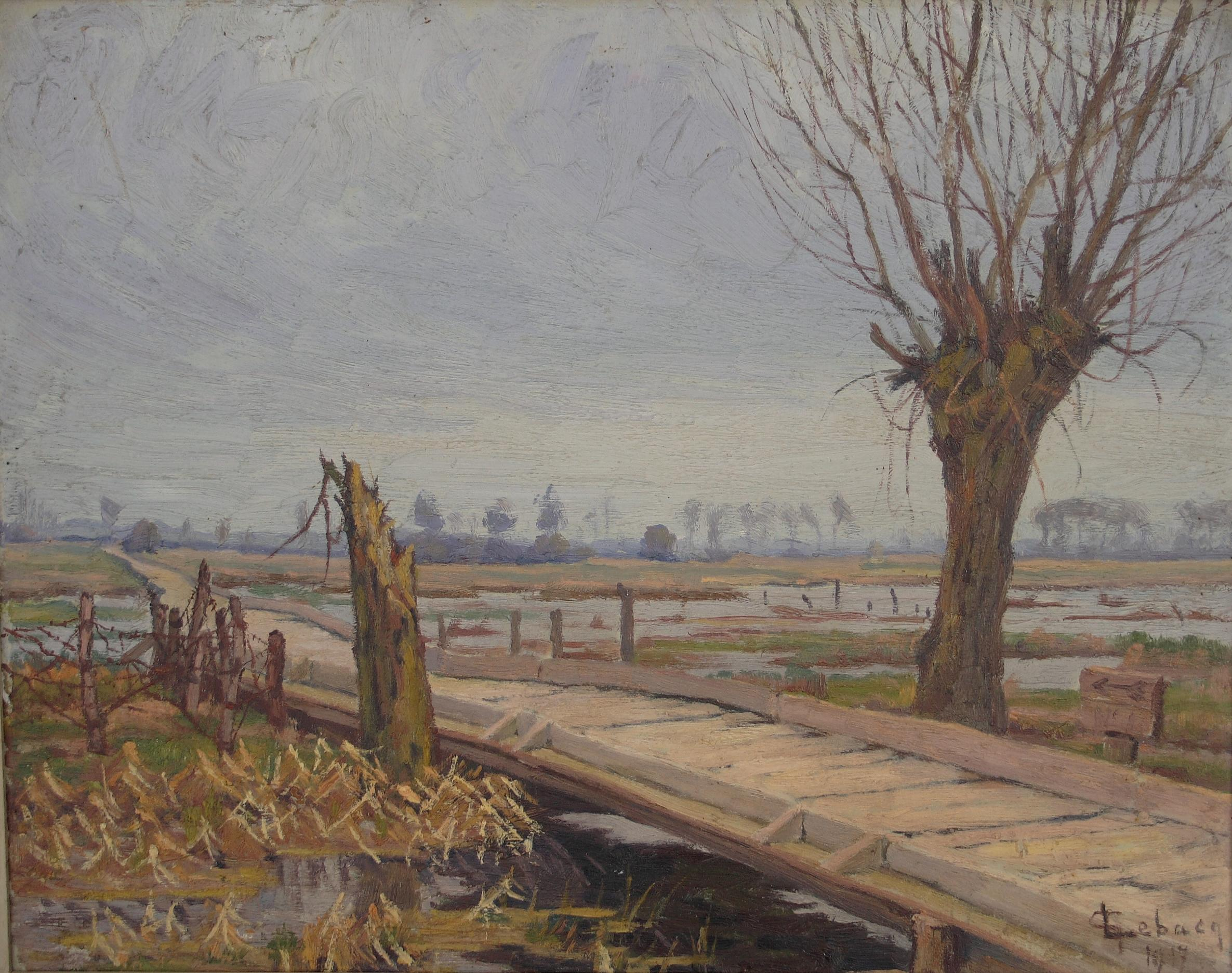
Front de l'Yser door Georges Émile Lebacq, 1917, olieverf op hout, 32,5 x 41 cm

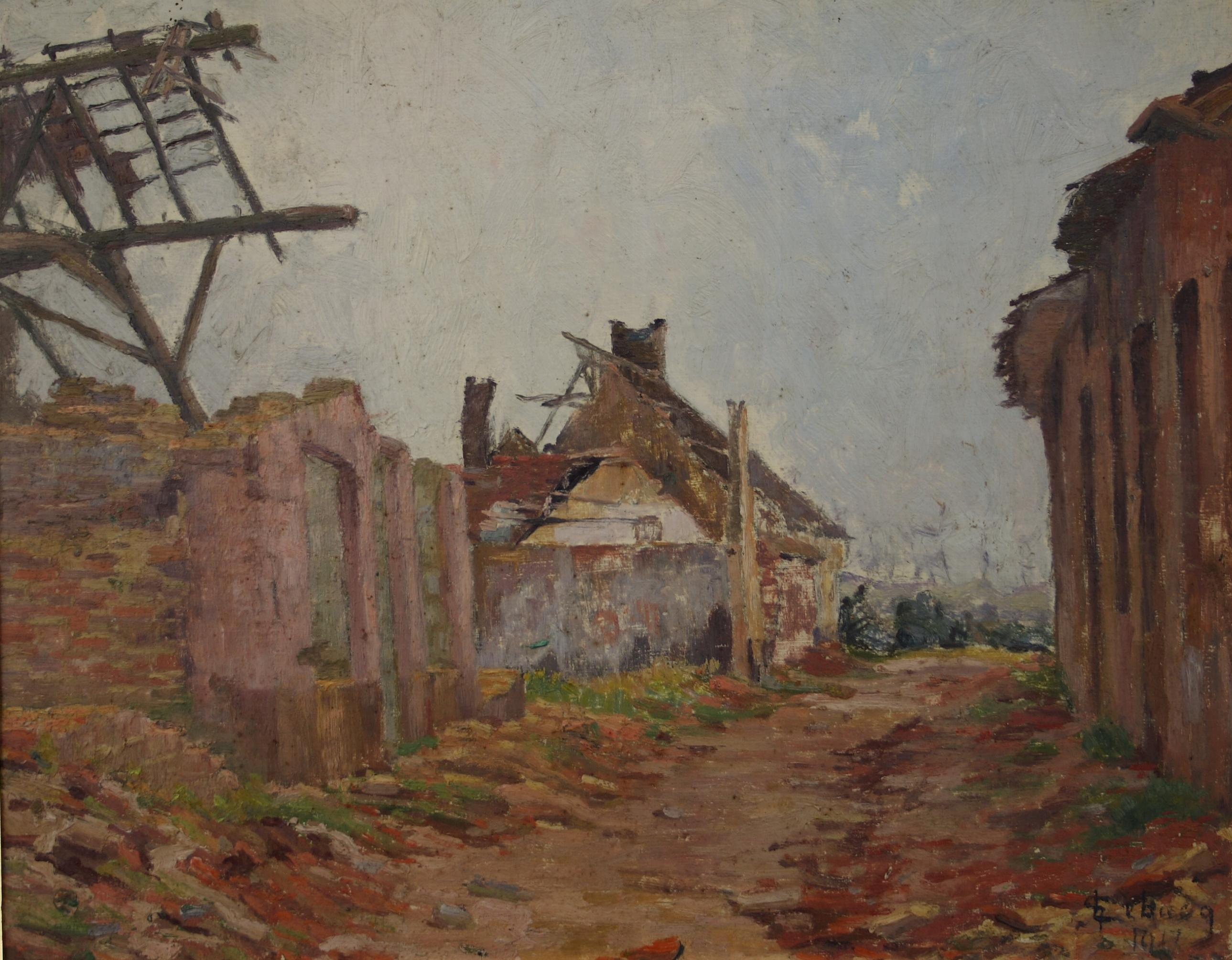
Ruines à Reninghe door Georges Émile Lebacq, 1917, olieverf op doek, 38 x 55 cm

### Vertrek naar Frankrijk na de oorlog

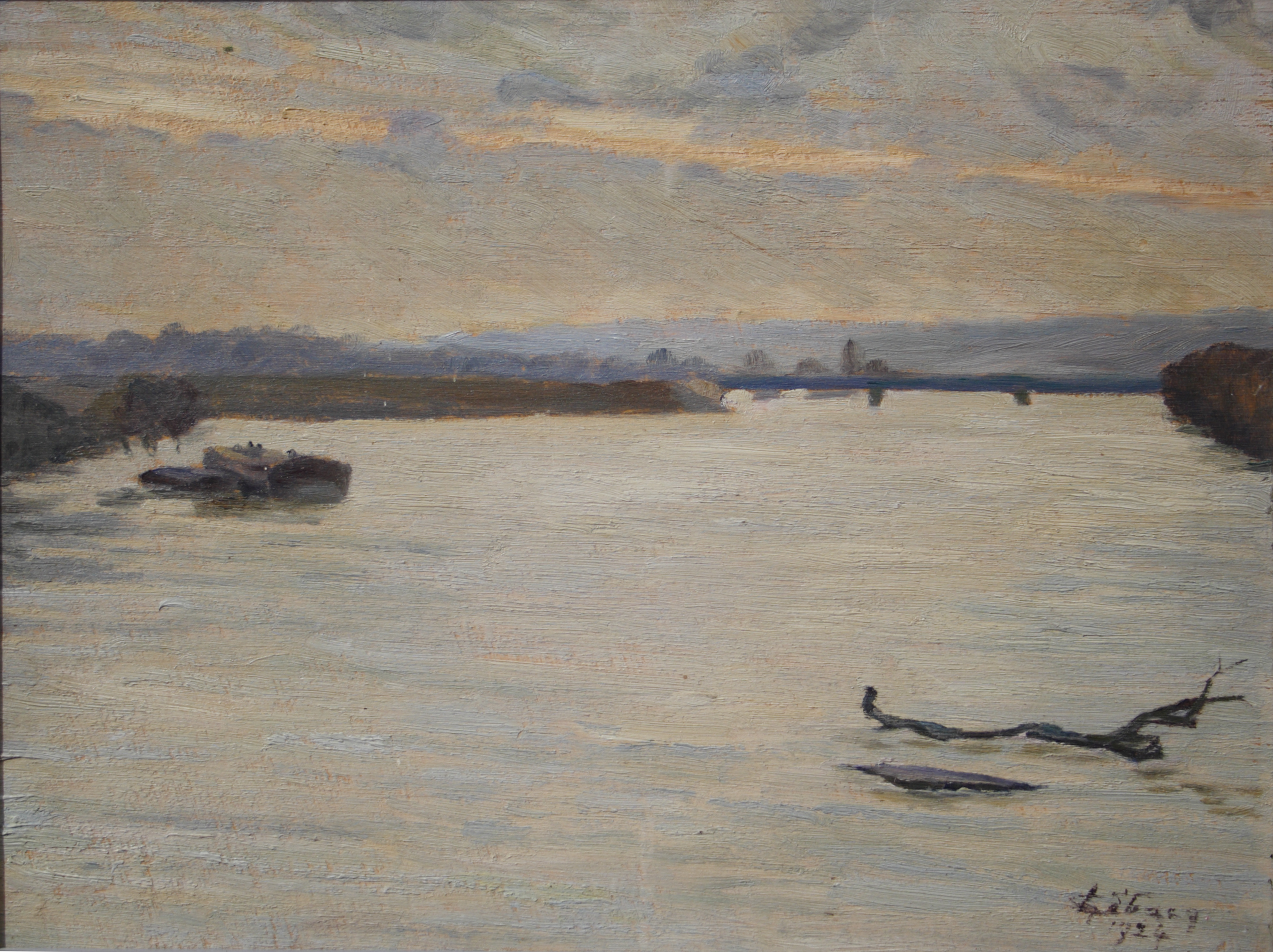
Inondation - La Seine à Vaux le Pénil (Seine et Marne) door Georges Émile Lebacq, 1924, olieverf op hout, 27 x 35 cm

Lebacq vestigt zich in Vaux-le-Pénil vlak bij Melun (Seine-et-Marne)
- L'inondation - La Seine à Vaux le Pénil (Seine-et-Marne), privécollectie
- Le Chemin de la Mare des Champs (Vaux-le-Pénil)
- Saint Liesne (Vaux-le-Pénil)
- Coin de Parc (Vaux-le-Pénil), Koninklijk Museum van het Leger en de Krijgsgeschiedenis, Brussel (België)
- La rue Couvet (Vaux-le-Pénil), schets
- Soir (Vaux-le-Pénil)

### Verhuis

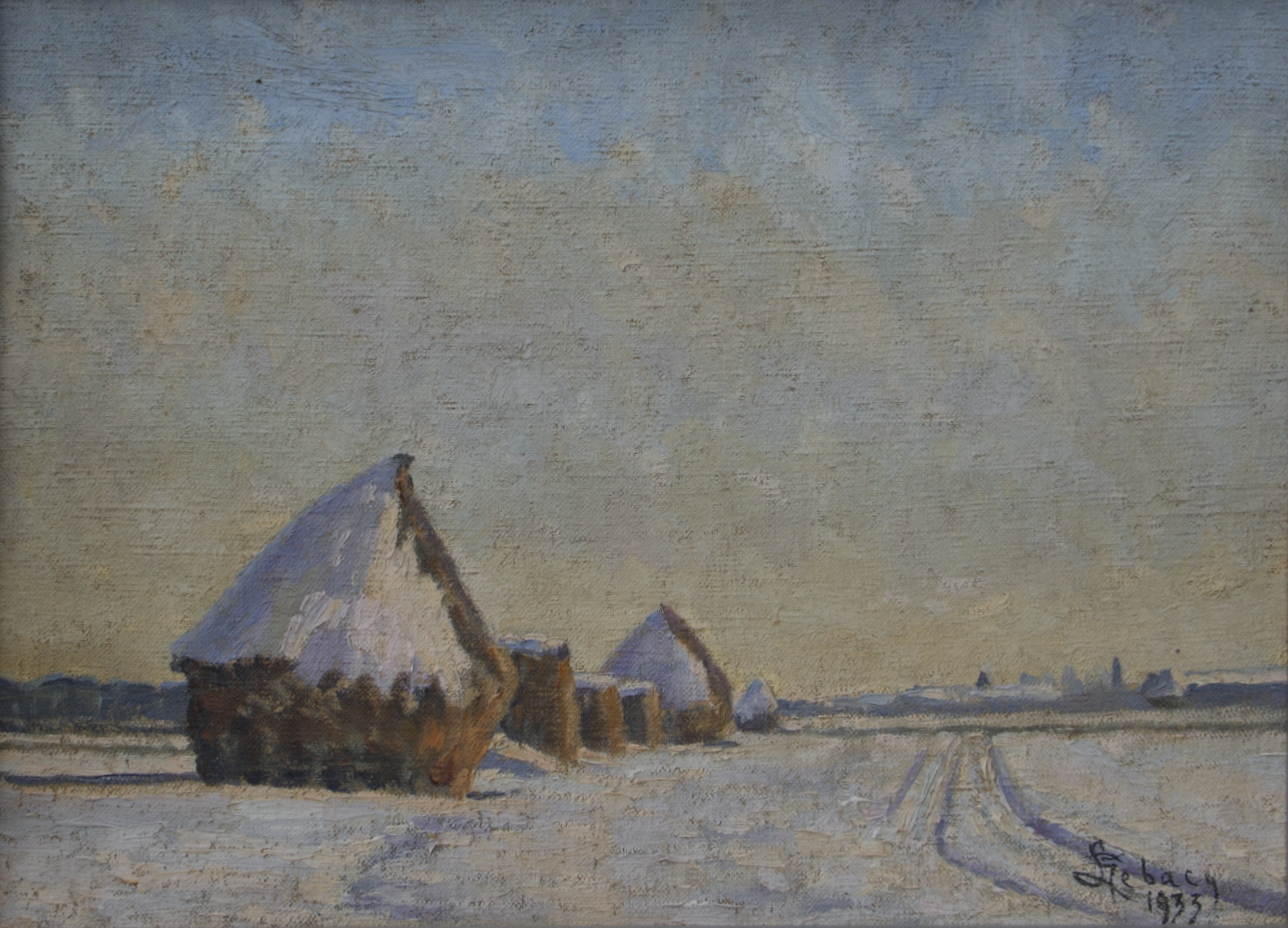
Meules à Chamant (Oise) en Hiver door Georges Émile Lebacq, 1928, olieverf op doek, 24,5 x 33,5 cm

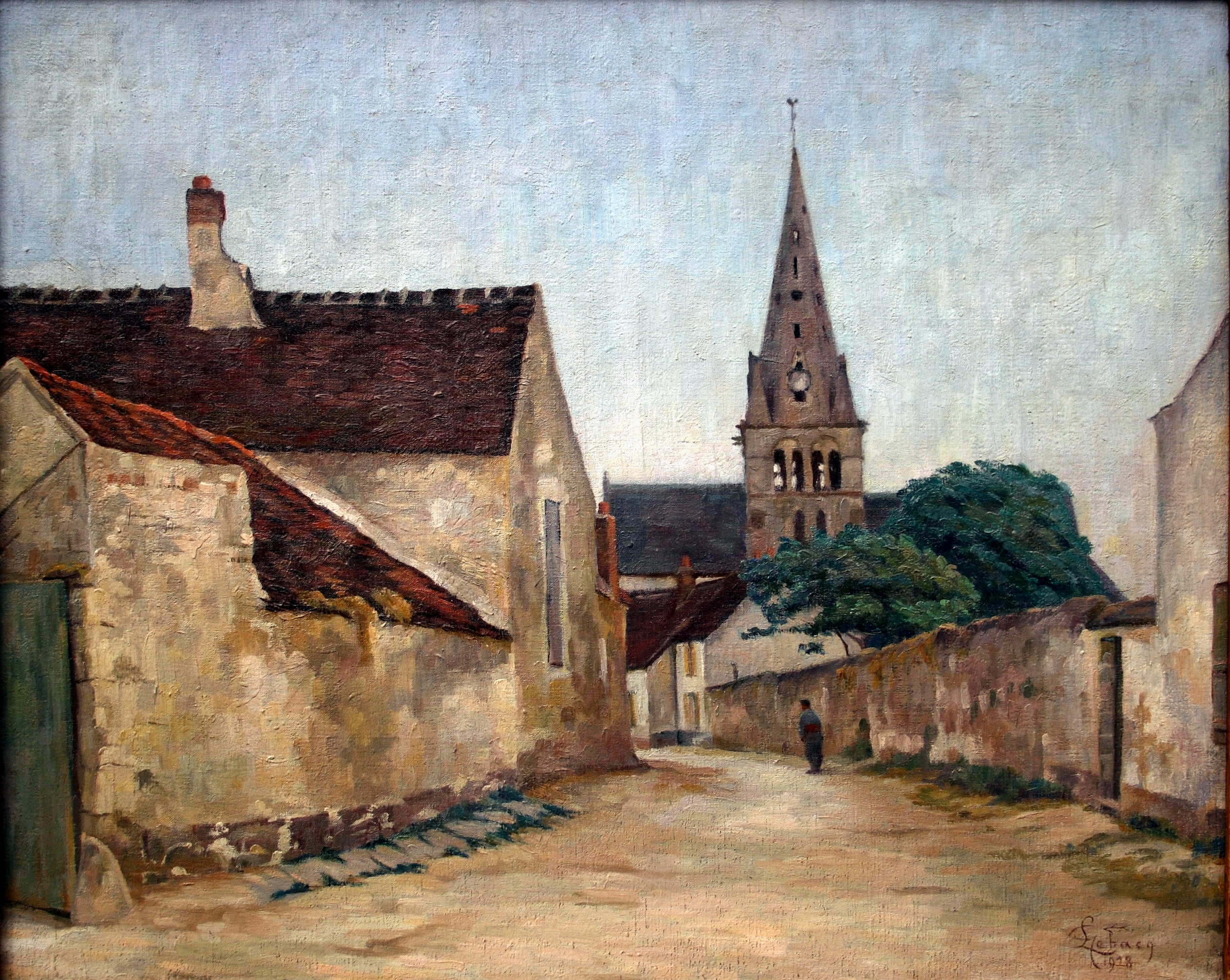
Soir à Chamant (Oise) door Georges Émile Lebacq, 1928, olieverf op doek, 50,5 x 61 cm

Lebacq verbleef in Chamant (Oise) vlak bij Senlis.
- Abandon (Chamant - Oise), privécollectie
- La Meule - Temps Gris à Chamant (Chamant - Oise)
- Rue - (Chamant - Oise), privécollectie
- La Mare Forêt d'Halatte (Oise), privécollectie
- A la Corne du Parc - Soir à Chamant (Chamant - Oise)
- Meules au soleil (Chamant - Oise)
- Conte de Fées - Forêt d'Halatte (Oise)
- Route - Balagny (Oise)
- Le Miroir d'eau - Château d'Ognon (Ognon - Oise), Musée de la Vénerie in Senlis
- Silence - Château d'Ognon (Ognon - Oise)
- Poème d'Automne dans le Parc du Château d'Ognon (Ognon - Oise)
- Effet de Neige (Chamant - Oise)
- Le Braconnier (Forêt d'Halatte)
- Place de Saint Frambourg (Senlis - Oise) Tekening, Musée de la Vénerie in Senlis
- La Rue de la Tonnellerie (Senlis - Oise) Tekening, Musée de la Vénerie in Senlis
- Escalier dans le parc d'Ognon (Ognon - Oise) Tekening, Musée de la Vénerie in Senlis
- Meules et chemin à Chamant Tekening, Musée de la Vénerie in Senlis
- Escalier dans le jardin d'Ognon (Ognon - Oise) Tekening, Musée de la Vénerie in Senlis

### Verblijf in Bretagne
Verder verbleef Lebacq in Saint-Jacut-de-la-Mer vlak bij Saint-Malo
- Pointe de la Goule aux Fées (Saint-Enogat - Ille-et-Vilaine), privécollectie
- Vaguelettes - Saint Jacut - Ille-et-Vilaine
- Le Port de Saint Jacut - Ille-et-Vilaine
- Les Ebiens - Saint Jacut - Ille-et-Vilaine

### Periode in Quercy
In Gourdon (Lot) et Carennac (Lot)

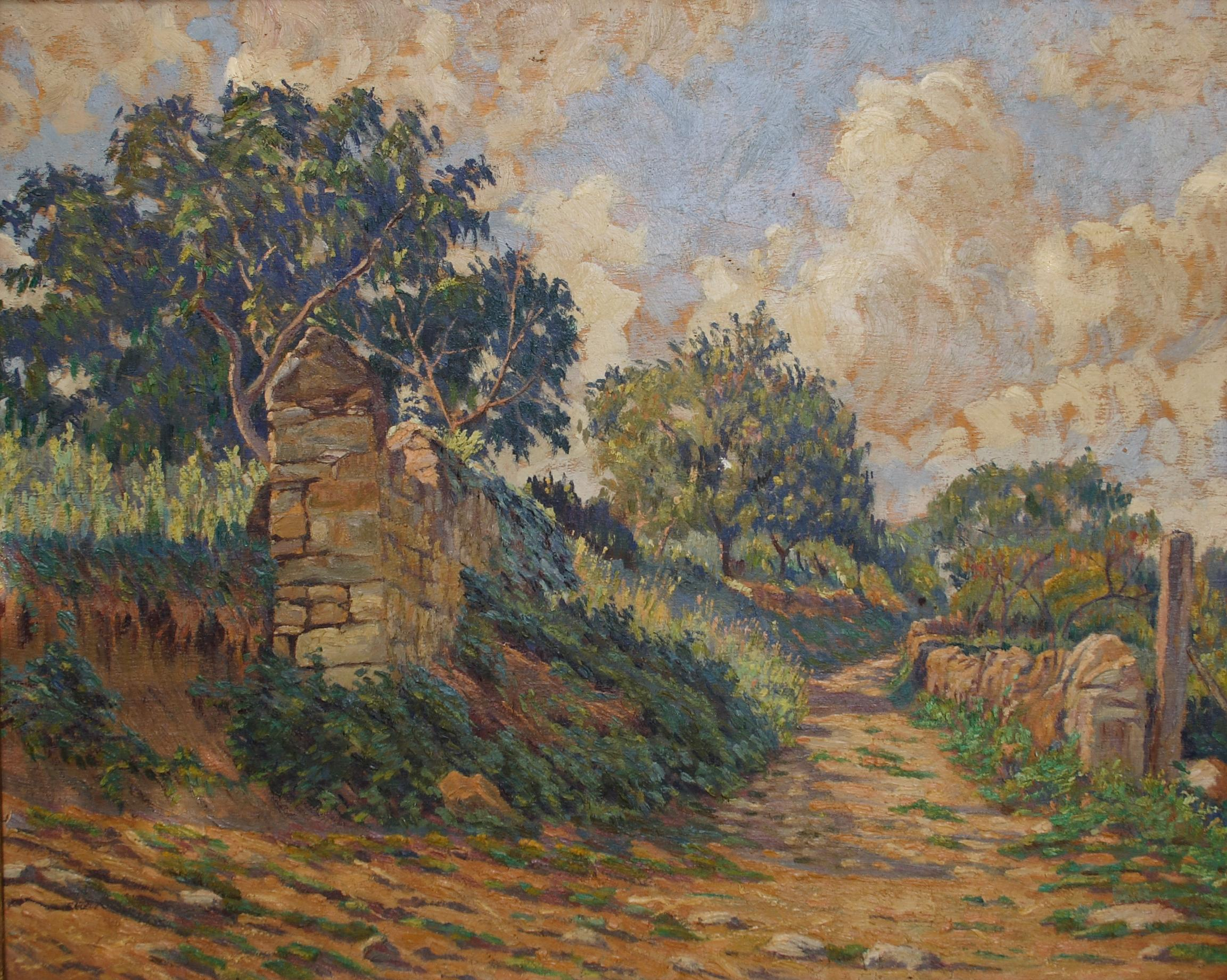
Chemin à Carennac (Lot) door Georges Émile Lebacq, circa 1933-1935, olieverf op hout, 32,5 x 41 cm

- Chemin à Carennac (Carennac - Lot), Privécollectie
- Le Cloître (Carennac - Lot), Privécollectie
- Le Pont de Carennac (Lot)
- Le Vieil escalier (Carennac - Lot), Musée des Beaux-Arts de Mons (BAM) (België)
- L'Hôte invisible (Carennac - Lot), Musée des Beaux-Arts de Mons (BAM) (België)
- Dordogne - Vue sur Castelnau Bretenoux (Lot)
- Une Rue à Gourdon (Lot)

- Decoratie in de basiliek van Rocamadour (Lot), Franse historische personen : Roland, Sint-Lodewijk, Jan II, Karel IV, Filips van den Elzas, Hendrik II, Blanca van Castilië, Lodewijk XI, Maria van Luxemburg

- Glasraam van de kerk van Creysse (Lot)
- Glasraam van het hoofdaltaar van de kerk van Goudou (Lot) : "La décollation de Saint Jean le Baptiste"
- Glasraam van het hoofdaltaar van de kerk van Mayrac (Lot) : "Saint Martin partageant son manteau"

Omdat hij vele doeken schilderde in de streek van de Lot en de Dordogne werd Georges Émile Lebacq al snel de schilder van de Quercy genoemd.
- De zeer gelovige schilder ondertekende sommige van zijn doeken door het bijvoegen van het symbool van de vis van de eerste christenen :

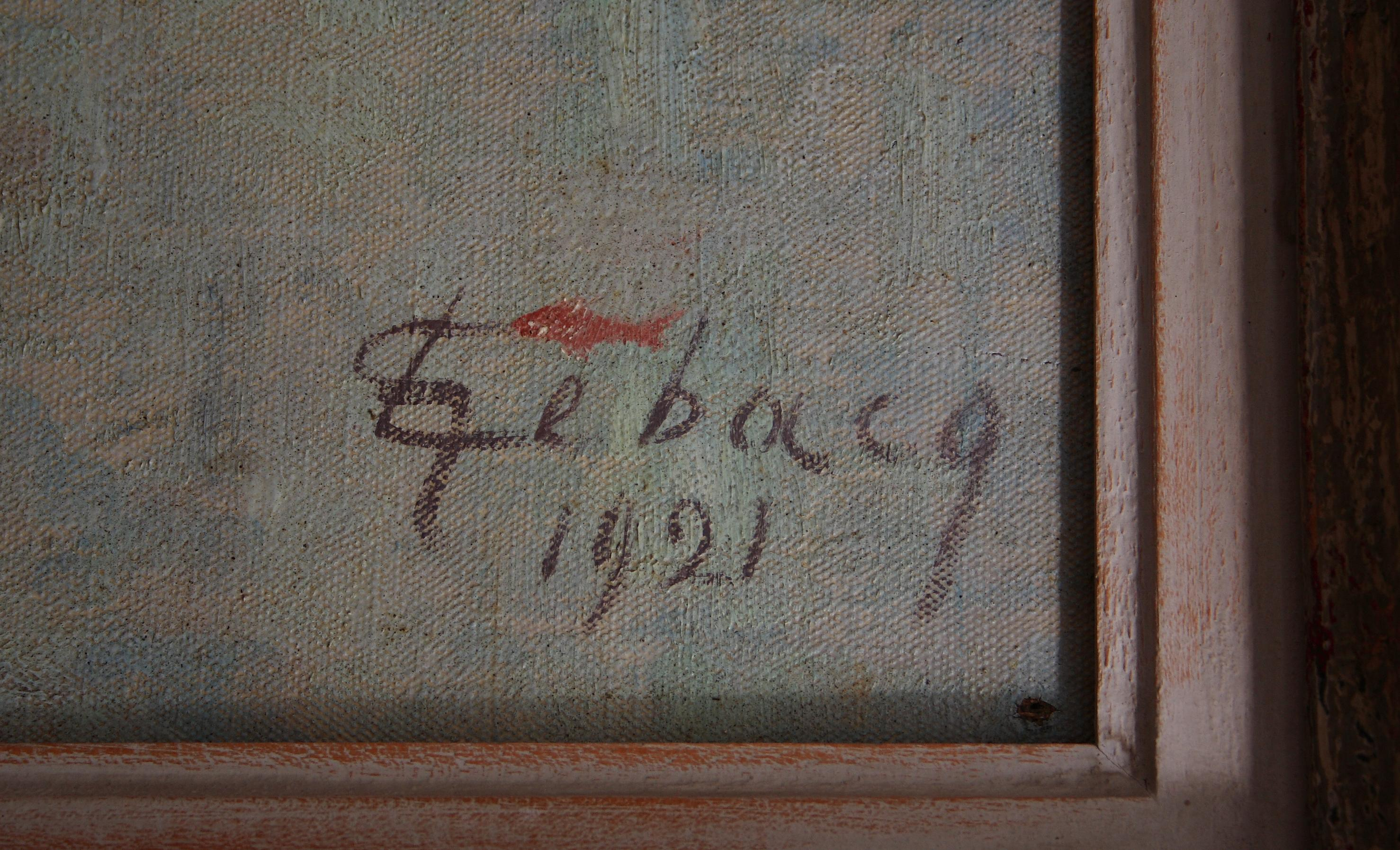
Detail van de handtekening van schilder Georges Émile Lebacq, 1921

Ichtus in het oud-grieks, de geheime code van de vervolgde christenen in de oudheid is een acroniem van:
- Ι (I) : ΙΗΣΟΥΣ (IÊSOUS) Jezus
- Χ (KH, CH) : ΧΡΙΣΤΟΣ (KHRISTOS) Christus
- Θ (TH) : ΘΕΟΥ (THEOU) van God
- Υ (U) : ΥΙΟΣ (HUIOS) zoon
- Σ (S) : ΣΩΤΗΡ Sôter (SÔTÊR) Redder.

### Stillevens
- La Théière bleue
- Cuivre et Pommes
- La Théière Noire

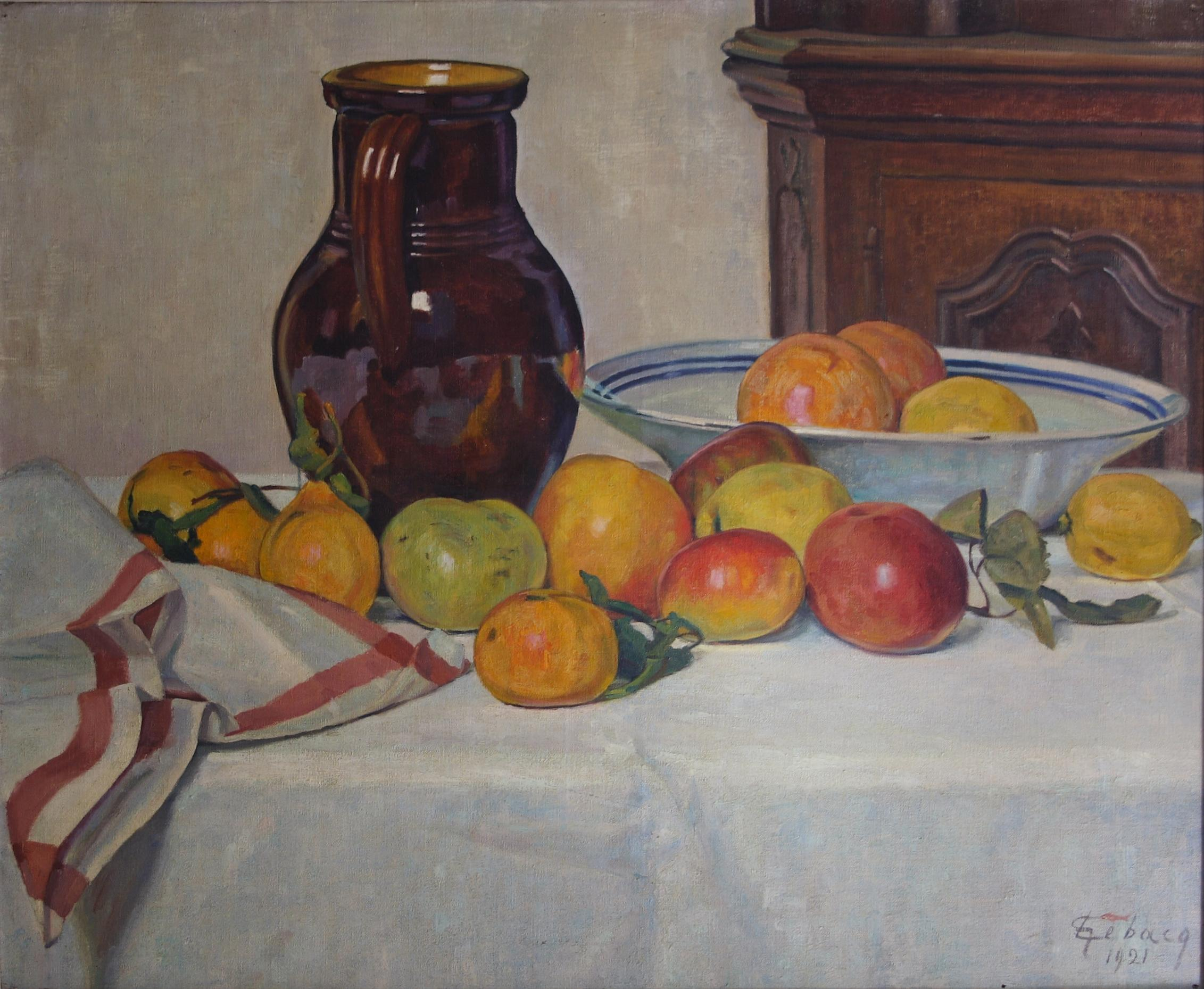
Fruits door Georges Émile Lebacq, 1921, olieverf op doek, 60,5 x 73 cm

- Le Monstre, Musée des Beaux-Arts van Bergen (BAM) (België)
- La Nappe à carreaux
- Pâtissons
- Courges et Aubergines
- Pommes (Coin de Table)
- Deux Pommes
- La Pie morte, Privécollectie
- La Belle Pêche
- Le Confiturier ancien
- Fruits, Privécollectie
- Pommes et Fèves

### Portretten

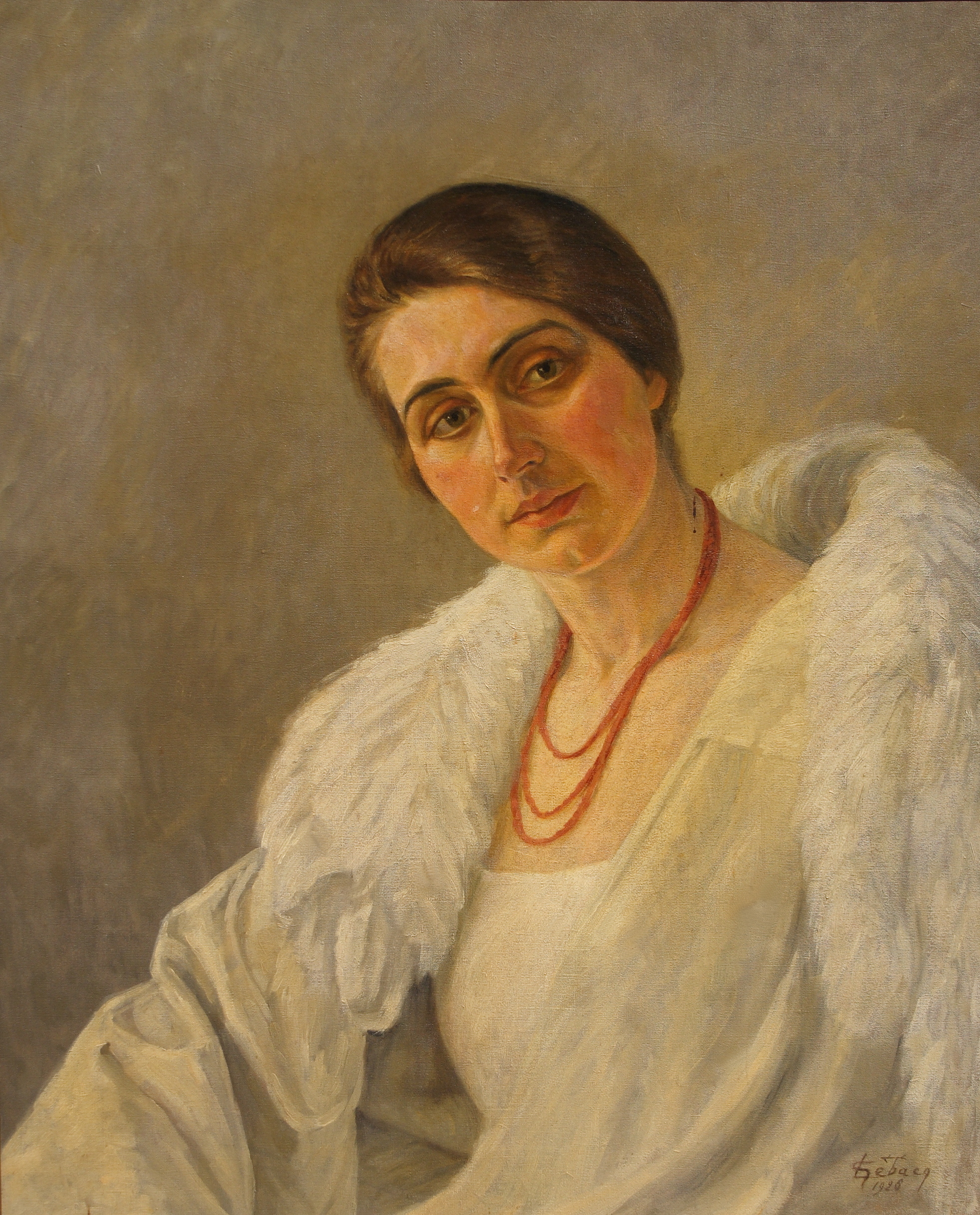
Melle H. Lebacq door Georges Émile Lebacq, 1926, olieverf op doek, 73 x 60 cm

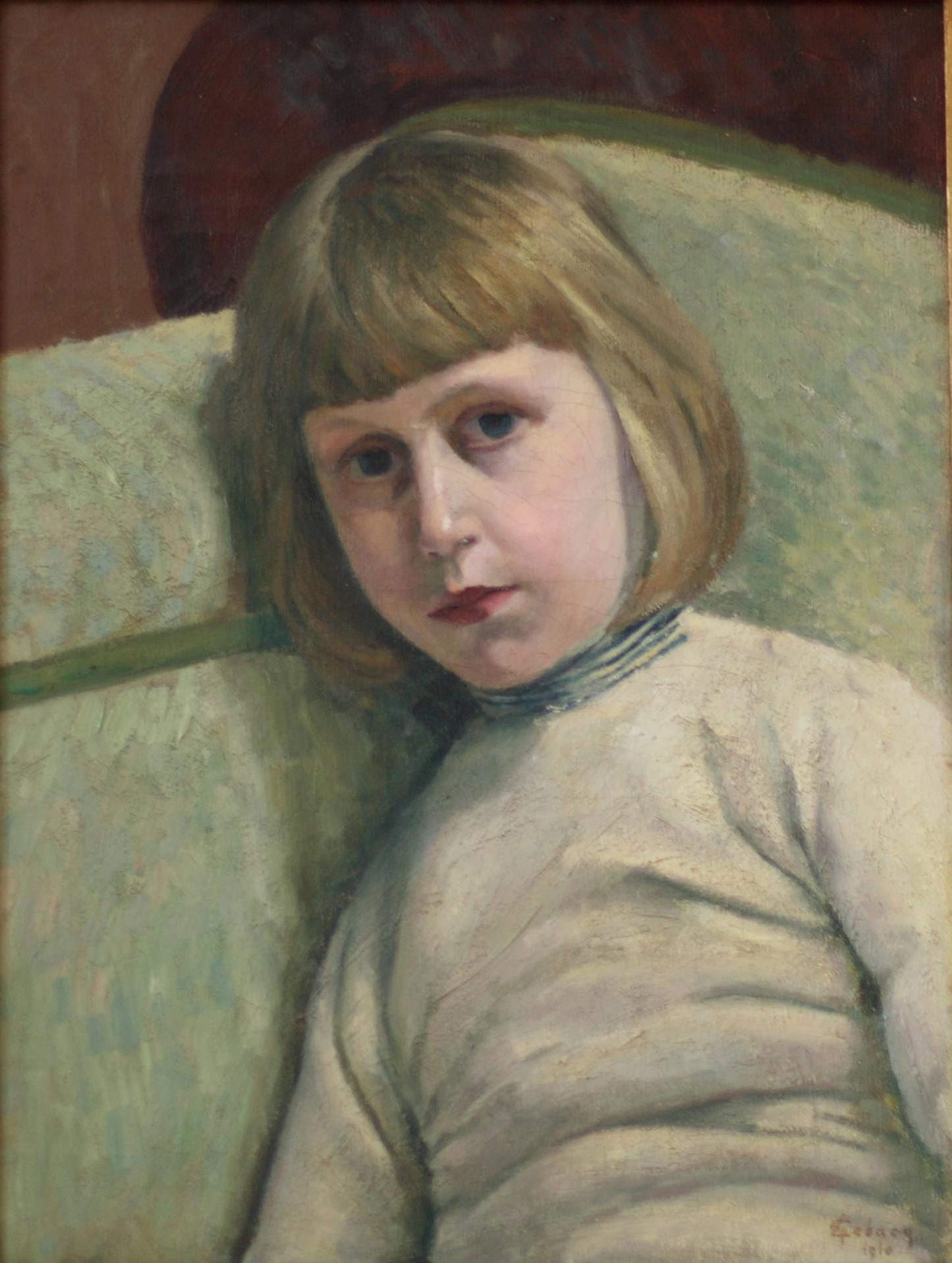
Portrait de Georges Lebacq, fils du peintre door Georges Émile Lebacq, 1910, olieverf op doek, 48 x 36 cm

- Le Portrait Bleu, Musée des Beaux-Arts de Mons (BAM) (België)
- Portrait (Étude), Musée des Beaux-Arts de Mons (BAM) (België)
- Portrait de M.M., Chanoine d'Assises, Musée des Beaux-Arts de Mons (BAM) (België)
- Autoportrait (zelfportret), Privécollectie
- Autoportrait dans son atelier avec sa palette et sa blouse (zelfportret), Koninklijk Museum van het Leger en de Krijgsgeschiedenis, Brussel (België)
- Portrait de Mme Georges Lebacq, privécollectie
- Portrait de Mademoiselle Lebacq, Koninklijk Museum van het Leger en de Krijgsgeschiedenis, Brussel (België)
- Portrait de Georges Lebacq (Fils) enfant, privécollectie
- Portrait de Georges Lebacq (Fils) enfant (houtskool), privécollectie
- Portrait d'Henri Lebacq (Fils), privécollectie
- Portrait du Peintre, privécollectie

### Allerlei
- Lebacq nam vanaf de oprichting in 1899 deel aan het kunsttijdschrift Le Thyrse (Brussel) en maakte gedurende meerdere jaren deel uit van het redactiecomité.
- Hij publiceerde twee dichtbundels over ontoegankelijke gedichten in proza en dichterlijke verhalen: Nuits Subversives in 1897 en Irrésolvables in 1899
- Hij verzorgde de illustraties van "Contes à la Nichée" van Hubert Stiernet 1909
- Hij verzorgde de illustraties van "Petits Contes en sabot" van Louis Delattre 1923
- Hij verzorgde de illustraties van het boek "Sur la Route de Jérusalem" van Clément Teulières 1934
- Hij maakte het glasraam van het hoofdaltaar van de Chapelle Saint-Lazare (ziekenhuis van Senlis, Oise): La resurrection de Lazare
- Allegorisch fresco: les Fleuves (1937) voor de Wereldtentoonstelling van 1937 te Parijs (Paviljoen van de stad Parijs Musée d'Art Moderne)

## Tentoonstellingen
- Tentoonstelling op het Salon de l'Association des Beaux-Arts de Cannes - 1911
- Tentoonstelling op het Driejaarlijks Salon (Brussel) - 1914
- Tentoonstelling van de werken van schilder Georges Émile Lebacq in de Galerie du Journal (Parijs) - 1923
- Tentoonstelling op het Salon des Artistes Français elk jaar gedurende de periode 1920-1935
- Tentoonstelling van de werken van schilder Georges Émile Lebacq in de Galerie d'art (Brussel) - 1928
- Retrospectieve tentoonstelling van de werken van schilder Georges Émile Lebacq in de Galerie Véronèse (Parijs) - 1955
- Rretrospectieve tentoonstelling van de werken van schilder Georges Émile Lebacq in het Musée des Beaux-Arts de Mons (BAM)(België) - 1957